# Carnosaurier
Carnosaurier, Carnosauria, är en stor grupp av rovdinosaurier som levde under jura och krita. Gruppen inkluderade ursprungligen ett stort urval av stora theropoder som egentligen inte var särskilt närbesläktade, men med mer precisa analysmetoder har gruppen omdefinierats till att bara inkludera allosauriderna och deras närmaste släktingar. Sedan 1990-talet har forskare upptäckt väldigt stora carnosaurier i familjen carchardontosauridae, såsom Giganotosaurus och Tyrannotitan, vilka är bland de största kända rovdinosaurierna.  
Definitiva drag som enar alla carnosaurier inkluderar stora ögon, en lång och smal skalle samt ben där lårbenet är längre än skenbenet.  
Carnosaurier dök upp först under mellersta jura, runt 176 miljoner år sedan, och de sista kända carnosaurierna, gruppen Megaraptora, dog ut runt 84 miljoner år sedan. Det kan finnas fossila spår av carchardontosaurier från krittidens absoluta slut runt 70-66 miljoner år sedan.

## Systematik

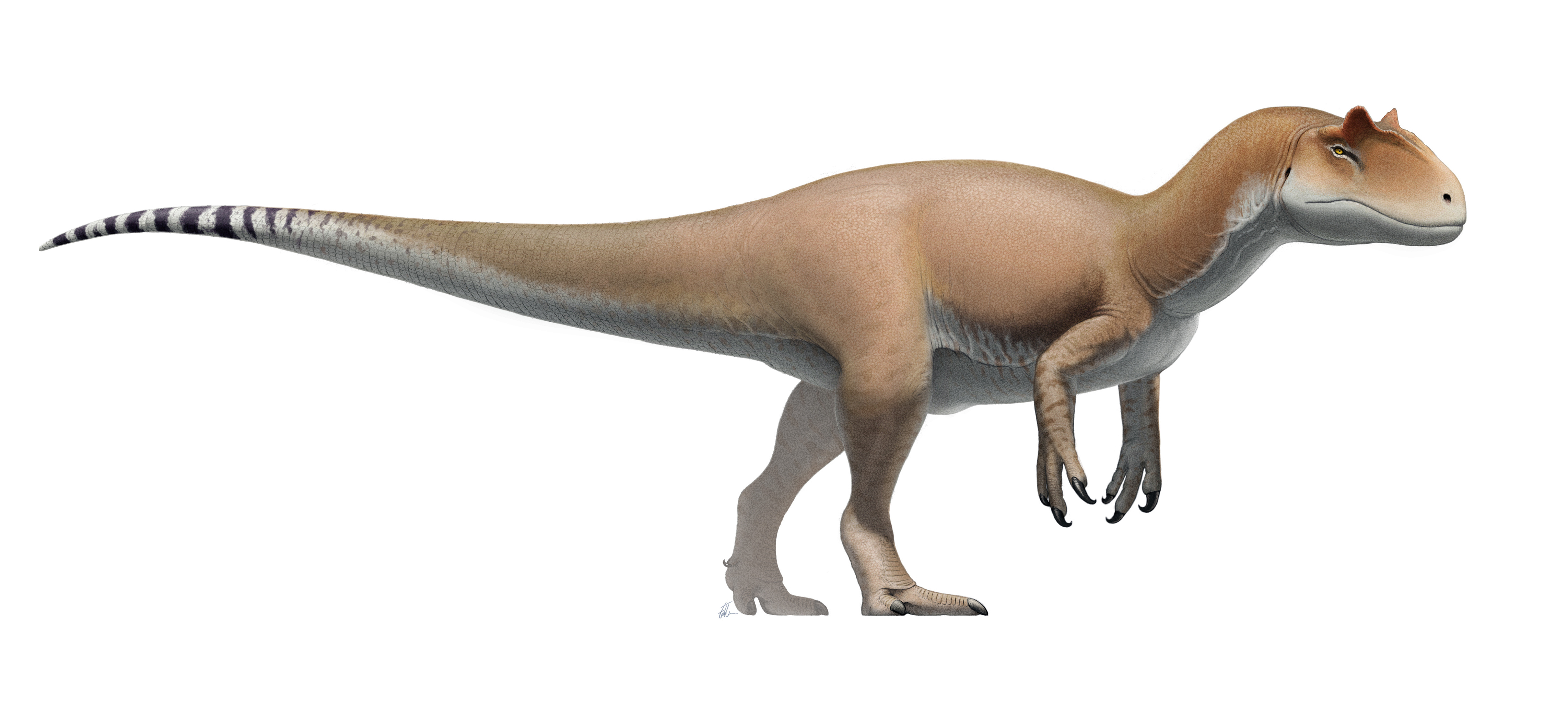
Rekonstruktion av Allosaurus.

Tidigare ansågs det normalt att klassificera alla stora theropoder till carnosauria och alla mindre till gruppen coelurosauria. Under 1980- och 1990-talen har dock studier visat att grupperna förutom storleken saknar större likheter med varandra vilket lett till större omklassificeringar. Många tidigare "klassiska" carnosaurier ingår idag inte i gruppen, många (såsom megalosauriderna, spinosauriderna och ceratosaurierna) visade sig vara mer primitiva och andra (såsom tyrannosauriderna) visade sig vara närmare släkt med fåglar och klassificerades om som coelurosaurier.
Numera definieras "carnosauria" oftast som alla tetanurer som har en närmare gemensam förfader med Allosaurus än de har med moderna fåglar.